# Leuchtturm Juminda
Der Leuchtturm Juminda estnisch Juminda tuletorn ist ein Leuchtturm in Estland. Er steht auf 10 Meter Höhe am Kap Juminda, der Nordspitze der Halbinsel Juminda im Nationalpark Lahemaa und im Gebiet der Landgemeinde Kuusalu im Landkreis (maakond) Harju im Norden des Landes.
Ein erstes Leuchtfeuer mit Acetylen-Laternen wurde im Jahre 1931 auf dem Kap Juminda errichtet. Von seiner Feuerhöhe von 10 Metern über dem Wasserspiegel war sein 150 Mal pro Minute blinkendes Licht 5 Seemeilen weit sichtbar.
Der heutige Leuchtturm, ein aus Stahlbeton errichteter Rundturm von 2 Meter Durchmesser, wurde 1937 gebaut. Sein Licht (Feuerhöhe 32 m, weißer Blitz von 0,2 Sekunden Dauer, gefolgt von einer kurzen Pause von 0,8 Sekunden) war bis auf eine Entfernung von 8 Seemeilen sichtbar.
Da seine Laterne durch im Laufe der Zeit in seiner unmittelbaren Umgebung im Nationalpark gewachsene Bäume teilweise verdeckt wurde, wurde der bisher 24 Meter hohe Turm im Jahre 2006 auf 31,7 Meter erhöht, wobei er eine zweite Aussichtsplattform unter der nun aus 40 Meter Höhe strahlenden Laterne erhielt. Das neue Oberteil ist rot gestrichen, der untere, ursprüngliche Teil weiß. Die Kennung besteht aus einem weißen Blink von 3 Sek. Dauer, gefolgt von einer Pause von 2 Sek., einem zweiten Blink von 3 Sek. und einer Pause von 7 Sek. (LFl(2)W.15s)) bei einer Tragweite von 12 Seemeilen.